# Attack No. 1
Attack No. 1 (japanski アタックNo.1, Atakku Nanbā Wan) japanska je manga Chikako Urano po kojoj je snimljena omiljena istoimena anime serija koja je emitirana 1969. Znakovita je po tome što je postala prvi sportski anime za televiziju koji je namijenjen ženskoj publici. Namjera autora bila je zaraditi na povećanom zanimanju za Žensku odbojkašku reprezentaciju Japana koja je 1964. osvojila zlatnu medalju na Olimpijskim igrama u Tokiju.
Serija, koja se odvija oko djevojke Kozue koja nailazi na razne poteškoće prilikom igranja odbojke, je bila veliki hit pošto se tada oskudna anime industrija usmjeravala uglavnom na dečke i ZF, dok se ova priča izdvajala po svojoj temi. Francuska, Njemačka i Italija kupili su prava na seriju i emitirali je u 1980-ima i 1990-ima. Neki autori pripisuju seriji pokretanje feminističkog trenda u 1970-ima izdvajanjem junakinje koja postaje snažnija kao djevojka neovisna o muškom svijetu.
1975. pojavio se izravan nastavak mange, "Shin Attack No. 1", ali je imao tek nekoliko izdanja te nije dosegnuo uspjeh prvog stripa. U 2005., TV Asahi je objavio dvije liste "100 najboljih animiranih ostvarenja". "Attack No. 1" se našao i na jednoj i na drugoj: na listi koja je sastavljena prema anketi provedenoj diljem nacije, našao se na 49. mjestu a na listi sastavljenoj po online anketi Japanaca, po tzv. "Celebrity List", završio je na visokom 9. mjestu.

## Radnja
Djevojka Kozue Ayuhara se premiješta iz Tokija u novu školu u Fujimu i upisuje u mjesni školski odbojkaški tim. Razvija prijateljstvo s kolegicom Midori Hayakawa. Iako je Kozue isprva boležljiva i slaba, sport joj godi i jača tako da njen talent i snaga za odbojku zadivljuju trenera Honga s vremenom sve više. 
Usprkos svojoj vještini, Kozue shvaća da joj je neprijateljica postala Yoshimura, zvijezda trenutnog tima. Dodatni problemi za Kozue su stres, prilagođavanje na novi životni stil te dileme u svakodnevnom životu: naime, njen prijatelj Tsutomu umire od bolesti. Međutim, ona želi sa svojom momčadi osvojiti glavno mjesto na natjecanju za odbojku, u čemu na kraju i uspijeva.

## Glasovi
- Kurumi Kobato - Kozue Ayuhara
- Eiko Masuyama - Midori Hayakawa
- Masahiko Murase - Daigou Inokuma
- Ayaka Morita - Mari Ishimatsu
- Masako Ebisu - Ryouko Kakinouchi

## Vanjske poveznice
- Attack No. 1 na Internet Movie Databaseu
- Attack No. 1 na Anime News Network Encyclopedia